# Catalogne nord
Ne doit pas être confondu avec Catalogne ou Catalogne (région culturelle).
La Catalogne du Nord, aussi connue comme Catalogne nord (en catalan : Catalunya del Nord, Catalunya Nord ; en occitan : Catalonha del Nòrd, Catalonha Nòrd) ou Catalogne française, est l'appellation, principalement dans les Pays catalans, désignant la partie nord de la Catalogne cédée au royaume de France le 7 novembre 1659 en vertu du traité des Pyrénées. L'expression désigne la partie du département français des Pyrénées-Orientales qui est de langue et culture catalanes, par opposition aux Fenouillèdes occitanes. Le gentilé est Nord-Catalan ou Catalan du Nord.

## Emploi
Ce terme est employé pour désigner le territoire cédé au royaume de France par le celui d'Espagne en 1659, en vertu du traité des Pyrénées, qui correspond globalement à l’actuel département français des Pyrénées-Orientales, à l'exception de la région des Fenouillèdes, au nord-ouest, qui faisait partie du Languedoc.
L'expression est concurrencée par « Roussillon », du nom de l'ancienne province française du même nom. Catalogne nord insiste davantage sur la culture catalane, ce qui peut avoir une connotation historique, linguistique, mais aussi politique, pour affirmer une position identitaire, voire indépendantiste.
« Catalogne nord » est le terme normalement utilisé en Catalogne espagnole et par les institutions gouvernementales de la Généralité de Catalogne pour parler des parties des Pyrénées-Orientales où l'on parle catalan. Par ailleurs, le terme « Catalogne Sud » est parfois utilisé dans les Pyrénées-Orientales, pour désigner la communauté autonome de Catalogne en Espagne.

## Géographie
La Catalogne Nord est limitée au nord par l'Aude, au sud par la province de Gérone et à l'ouest par l'Ariège et la principauté d'Andorre. Son point culminant est le Pic Carlit culminant à 2 921 m. Ses points extrêmes sont au nord Opoul-Périllos (Òpol i Perellós), au sud Lamanère (la Menera), à l'est : Cerbère (Cervera de la Marenda) et à l'ouest : Porta (Porta).

### Découpage administratif
La partie catalane couvre 3 677 km2 sur les 4 116 km2 du département, soit 89,3 %. Traditionnellement, la Catalogne du Nord est divisée en cinq comarques, subdivisions administratives dans les pays ibériques mais qui n'ont plus aucune valeur législative aux yeux de l'État français :

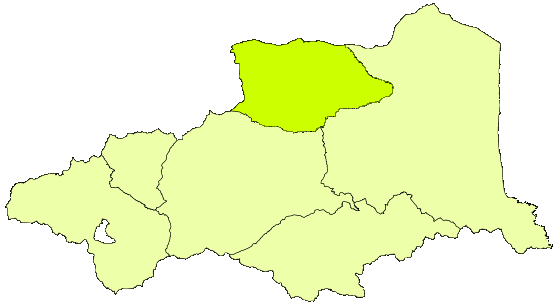
Carte des Pyrénées-Orientales. En vert clair, la Catalogne nord, en foncé le Fenouillèdes.

- le Capcir
- le Conflent
- la Haute-Cerdagne
- le Roussillon
- le Vallespir

## Histoire

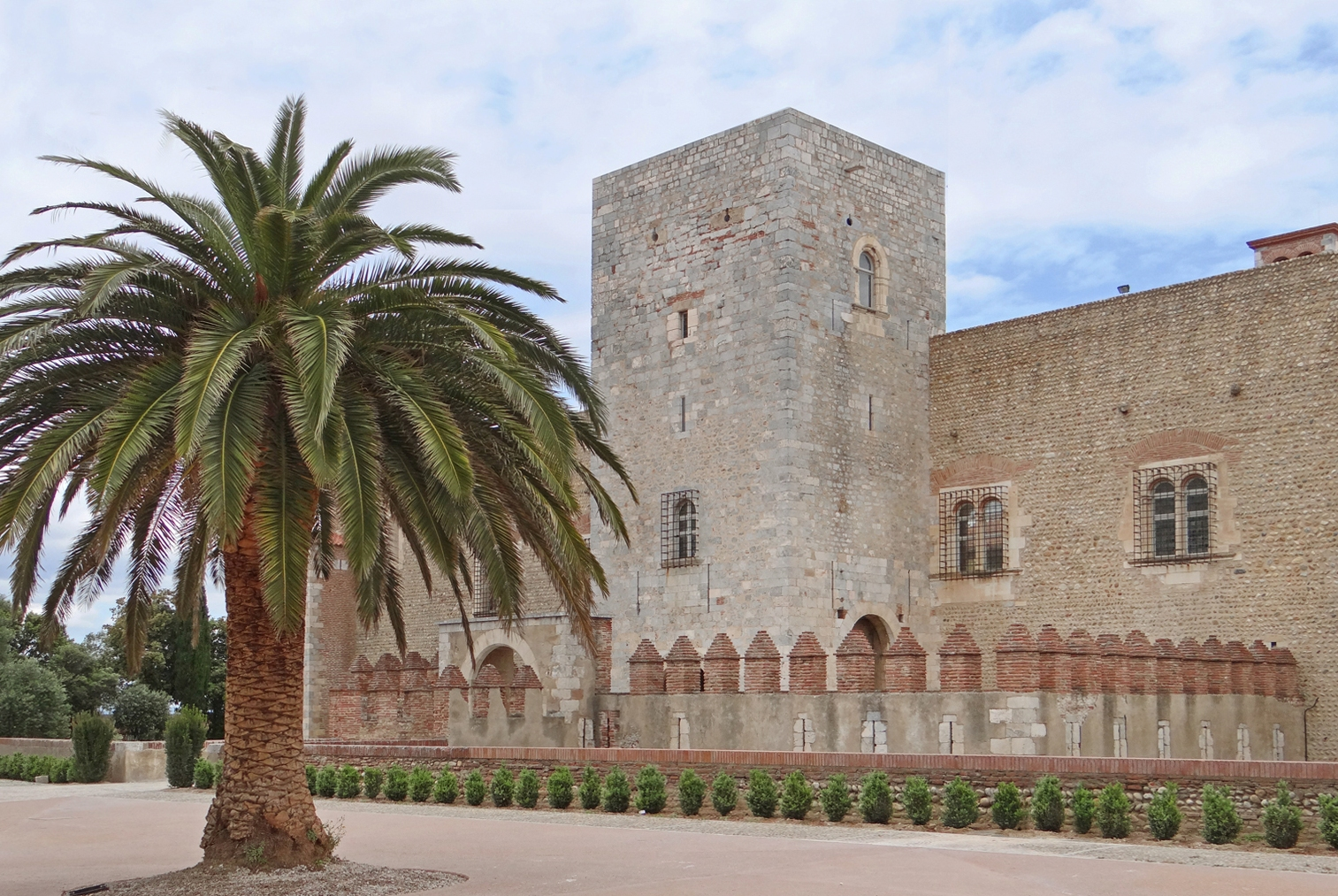
Le Palais des rois de Majorque à Perpignan, capitale de la Catalogne septentrionale.

Le terme de Catalunya del Nord (Catalogne du Nord) est inventé en 1938 par l'homme politique et écrivain catalaniste Alphonse Mias, originaire de Palalda. Le terme de Catalunya Nord (Catalogne nord) est quant à lui ré-utilisé pour la première fois en 1974 dans son ouvrage El petit llibre de la Catalunya Nord (Lluita per un "Rosselló" català) par l'écrivain et homme politique Llorenç Planes (ca), originaire de Coustouges. Ces deux localités sont situées en Vallespir, région frontalière avec la Catalogne du sud, en Espagne.
Il a obtenu une première forme de reconnaissance officielle lors de la session du conseil départemental des Pyrénées-Orientales du 10 décembre 2007, où a été approuvée une « Charte en Faveur du Catalan » qui déclare en préambule que « la langue catalane, née il y a plus de mille ans, constitue un des piliers de notre identité, du patrimoine et de la richesse du département des Pyrénées-Orientales (Catalunya Nord) ».
L'Institut d'Estudis Catalans, l'académie normative de la langue catalane dont le siège est à Barcelone, a officialisé le toponyme Catalunya del Nord en lieu et place de Catalunya Nord depuis le 19 juin 2007.

## Situation de la langue catalane en Catalogne du Nord
En raison de la forte présence du français, seule langue officielle de la République française, elle est le territoire du domaine linguistique catalan présentant le plus faible taux en compétences linguistiques. La langue s'y trouve dans une situation précaire : elle est essentiellement parlée en milieu rural et la transmission familiale de la langue a été en grande partie interrompue depuis trente ans. En 2009, 13,9 % des élèves de l'éducation primaire ou secondaire avaient reçu un enseignement de ou en catalan. En 2016-2017 le pourcentage des élèves recevant un enseignement de ou en catalan est de 25 %.